# Anthopleura chinensis
Anthopleura chinensis is een zeeanemonensoort uit de familie Actiniidae.
Anthopleura chinensis is voor het eerst wetenschappelijk beschreven door England in 1992.